# La chica del cumpleaños
La chica del cumpleaños es un cuento de Haruki Murakami publicado por primera vez en la antología coordinada por el autor Birthday Stories (2002) e incluido posteriormente en el libro de cuentos Sauce ciego, mujer dormida (2006). El título original del relato en japonés es "Bāsudei gāru".

## Trama
La narradora comenta a su interlocutor el curioso episodio que le ocurrió el día de su vigésimo cumpleaños. Trabaja en un restaurante a tiempo parcial y circunstancialmente debe llevar la cena al dueño del restaurante, hombre que vive apartado y solo tiene contacto con el encargado. Con un halo de misterio psicológico, el dueño le invita a pedir un solo deseo que le será concedido. Años después, y siendo el lector un testigo más de la conversación, queda la incertidumbre de cuál fue el deseo y si fue concedido o no.
- Datos: Q4917057